# قارب الهجرة

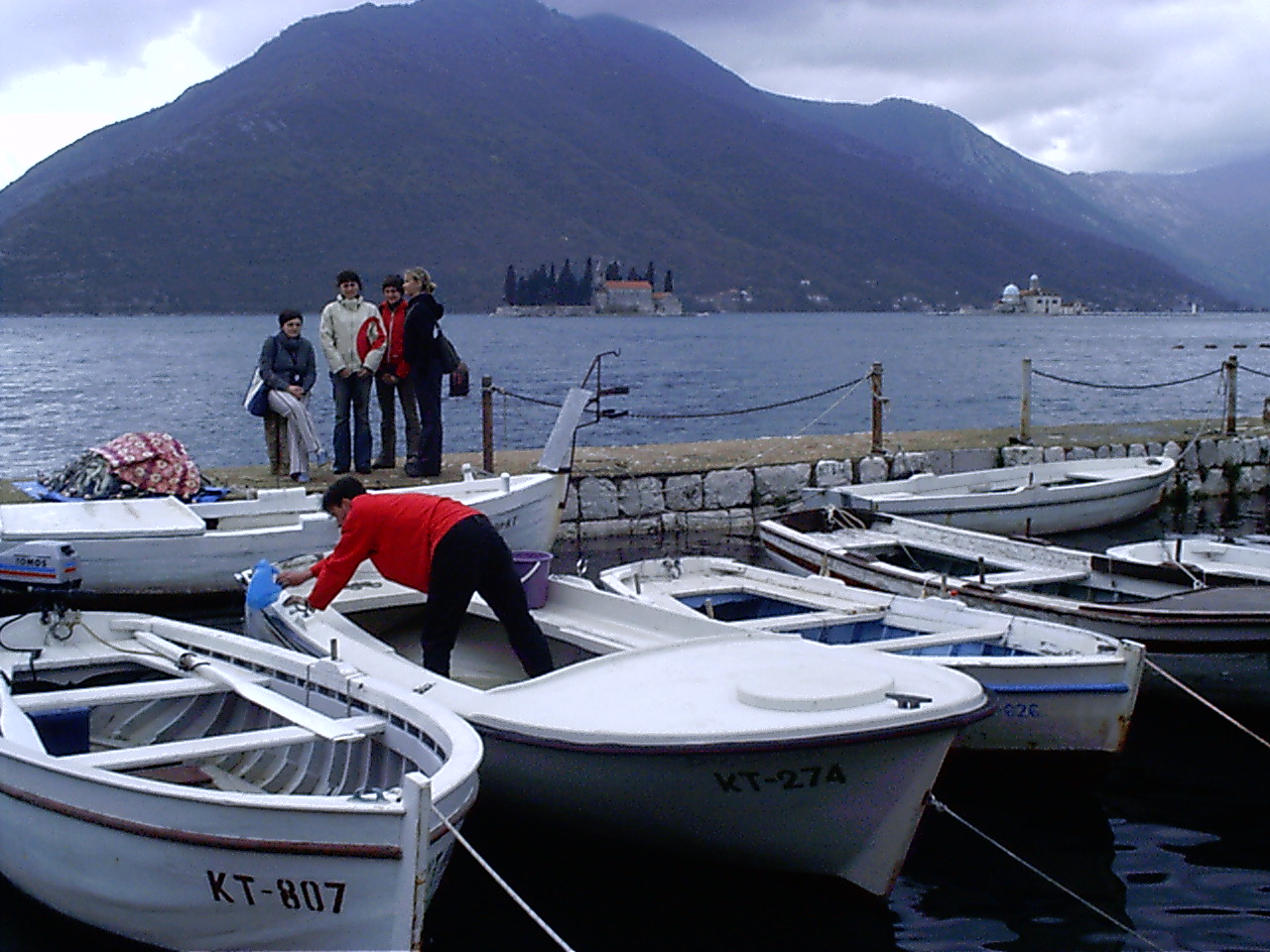

قارب الهجرة (يسمى الباتيرا في المغرب) عبارة عن أي قارب يركبه المهاجرون ذوي هجرة غير شرعية بغرض الهجرة من بلد إلى آخر، كما هو حال مهاجري شمال إفريقيا المتجهين إلى سواحل أوروبا الجنوبية. ويقال لها في اصطلاح البعض قوارب الموت.